# 한푸 운동
한푸 운동(중국어: 漢服運動)은 2001년 중화인민공화국 상하이 APEC 정상회의에서 각국 정상들이 치파오를 입고 사진을 찍었는데, 여기에 일부 중국인들이 반발하면서 '한푸'라는 단어를 새로 만들었고, 2003년 정저우시의 노동자 왕러톈(王乐天)이 직접 만든 한푸를 입고 거리를 활보했다는 뉴스가 보도되면서 한푸 부흥 운동이 시작된 것으로 알려져 있다. 한족 청년들을 중심으로 인터넷을 매개로 무대로 삼고, 한족의 민족 의상과 중국 전통문화를 부흥시키기 위한 사회문화운동을 구축하는 것을 목표로 한다.

## 같이 보기
- 한푸
- 중국의 의상
- 중국의 역사
- 중국의 문화